# Pavló Bratitsia
Pavló Savich Bratitsia (en ucraniano: Павло Савич Братиця; Mena, gobernación de Chernígov, 2 de diciembre de 1855 - Teréshkivka, gobernación de Chernígov, 24 de septiembre de 1933) fue kobzar ucraniano.

## Biografía
Bratitsia nació en la ciudad de Mena y luego se mudó al pueblo de Teréshkivka a la fortaleza de su señor Tanski, en el óblast de Chernígov. Desarrollo ceguera en el tercer año de vida y, además de carpintería, ganaba dinero torciendo cuerdas y recibía ayuda de sus compañeros del pueblo, quienes lo trataban muy amablemente. En todo su tiempo de estudio, fue compañero del kobzar Andri Beshko y tocaba una bandura de 20 cuerdas. 
En 1874, el folclorista P. Ivashenko lo conoció y grabó 4 dumas. P. Ivashchenko presentó un informe sobre esta reunión en una reunión del departamento Sudoeste de la Sociedad Geográfica Rusa en enero de 1875.
Vasil Horlenko escribió que Bratitsia es un anciano de baja estatura, bastante regordete y un poco moteado de mejillas grises. El kobzar tenía buen carácter y vivía una cabaña ubicada en el terreno de la mansión del señor. También mencionó que los residentes de Teréshkivka trataba al kobzar con gran respeto. Los ancianos decían que "el kobzar Pavló es como el erudito Ostap". 
Cantó a dúo con el joven kobzar Prokip Dub, de 28 años, y esto llegó a oídos de Mikola Lísenko, que se interesó para realizar una grabación de la interpretación musical de Bratitsia y que fueron pueblicados 1888 en la revista Kievskaia starina. Opanás Slastion escribió que conocía 10 dumas de Bratitsia, de las que 5 opiniones eran sobre Bogdán Jmelnitski. En 1883, Horlenko volvió a grabar el repertorio de Pavló Bratitsa y grabó 10 dumas
Pavló Bratitsia falleció en Teréshkivka en 1887.

## Obras
Algunas de las dumas que compuso Bratitsia son las siguientes:
- Acerca de Jmelnitski y Barabash.
- Sobre la fuga de tres hermanos de Ozov.
- Sobre la Golota cosaca.
- Acerca de Fesko Ganja Andiber.
- Ivas Konovchenko.
- Halcón y halconero.
- Aleksi Popovich.
- Sobre la viuda pobre.
- Llanto de esclavo.
- Sobre hermano y hermana.